# Miroslav Radović
Miroslav Radović (in serbo Мирослав Радовић?; Rogatica, 16 gennaio 1984) è un ex calciatore serbo, di ruolo attaccante.

## Carriera
Già nel giro della nazionale serba Under-21, ha giocato nel Legia Varsavia.

## Palmarès

### Club

#### Competizioni nazionali
- Campionato di Serbia e Montenegro: 1

Partizan: 2004-2005
- Campionato polacco: 4

Legia Varsavia: 2012-2013, 2013-2014, 2016-2017, 2017-2018
- Coppa di Polonia: 6

Legia Varsavia: 2007-2008, 2010-2011, 2011-2012, 2012-2013, 2014-2015, 2017-2018
- Supercoppa di Polonia: 1

Legia Varsavia: 2008